# Драгељи
Драгељи су насељено мјесто на подручју града Градишка, Република Српска, БиХ. Према попису становништва из 1991. у насељу је живјело 235 становника.На попису становништва 2013. у овом насељу су пописане 143 особе.

## Становништво
Према попису становништва из 1991. године, мјесто је имало 235 становника.
| Демографија- | Демографија- | Демографија- |
| Година       | Становника   | Становника   |
| ------------ | ------------ | ------------ |
| 1948.        | 2.757        |              |
| 1953.        | 0            |              |
| 1961.        | 305          |              |
| 1971.        | 250          |              |
| 1981.        | 254          |              |
| 1991.        | 233          |              |

## Знамените личности
- Милан Шипка, српски лингвиста